# Office national d'indemnisation des accidents médicaux
En France, l'Office national d'indemnisation des accidents médicaux, des affections iatrogènes et des infections nosocomiales (ONIAM) est un organisme public créé par la loi du 4 mars 2002 relative aux droits des malades et à la qualité du système de santé. Placé sous la tutelle du Ministère de la santé, il a pour mission d'organiser le dispositif d'indemnisation — amiable, rapide et gratuit — des victimes d'accidents médicaux.

## Les missions
L'ONIAM organise l'indemnisation amiable, rapide et gratuite des victimes d'accidents médicaux, non fautifs (et fautifs en cas de défaillance de l'assurance), sans passer par une procédure en justice.
Grâce à ce dispositif, la victime d'un accident médical grave peut être indemnisée :
- lorsqu'il y a eu une faute, par l'assurance du professionnel ou de l'établissement de santé.
- lorsqu'il n'y a pas eu de faute et que l'accident médical est anormal, par l'ONIAM.

Il s'agit des dommages occasionnés par :
- Un accident médical ou une activité de recherche biomédicale ;
- Une affection iatrogène (effet secondaire lié à un traitement médical) ;
- Une infection nosocomiale (infection contractée dans un établissement de santé).

La victime peut ainsi être indemnisée rapidement grâce au traitement amiable de son dossier sachant qu'elle peut toujours, si elle le préfère, saisir les tribunaux.

### Les dommages donnant droit à une indemnisation
Après sa création par la loi du 4 mars 2002, la mission d'indemnisation de l'ONIAM a été progressivement élargie aux victimes :
- d'infections nosocomiales graves (loi n°2002-1577 du 30/12/2002 relative à la responsabilité civile médicale) ;
- d'accidents médicaux résultant de mesures sanitaires d'urgence, de vaccinations obligatoires ;
- de dommages transfusionnels résultant de contamination par le virus de l'immunodéficience (VIH), le virus de l'hépatite C (VHC), le virus de l'hépatite B (VHB, le virus T-lymphotrope humain (HLTV) causées par une transfusion de produits sanguins ou par une injection de médicaments dérivés du sang (loi n°2008-1330 du 17 décembre 2008 de financement de la sécurité sociale pour 2009, modifiée par la loi n°2012-1404 du 17 décembre 2012 de financement de la sécurité sociale pour 2013) ;
- du benfluorex, principe actif du Mediator (loi n°2011-90 0 du 29 juillet 2011 de finances rectificative pour 2011). Ces victimes sont indemnisées soit par le laboratoire en cause ou son assureur, soit par l’ONIAM, lorsque ce laboratoire ou cet assureur refuse de présenter une offre d’indemnisation ou propose à la victime une offre manifestement insuffisante. L’ONIAM peut se retourner ensuite contre le laboratoire ou l’assureur concernés.

## Conseil d'administration
Le Conseil d’administration comprend, outre son président : onze membres représentant l’État, neuf membres désignés par arrêté du ministre chargé de la santé, pour une durée de trois ans renouvelable (deux personnalités qualifiées en matière de responsabilité médicale et de réparation du risque sanitaire ; deux représentants des usagers proposés par les associations des personnes malades et des usagers du système de santé ayant fait l’objet d’un agrément au niveau national ;un représentant des organisations d’hospitalisation publique les plus représentatives ; un représentant des organisations d’hospitalisation privée les plus représentatives ;un représentant de la Caisse nationale de l’assurance maladie des travailleurs salariés ; un représentant des professionnels de santé exerçant à titre libéral proposé par le Centre national des professions de santé ; un représentant des professionnels de santé exerçant dans les établissements publics de santé, désigné après avis des organisations syndicales représentatives sur le plan national) ; deux représentants du personnel de l’office.
Le président du conseil d'administration est nommé pour une durée de trois ans, renouvelable une fois, par décret pris sur proposition du Ministre chargé de la Santé.
Un conseil d'orientation, présidé par le président du conseil d'administration de l'office, :assiste le conseil d'administration de l'ONIAM. Il comprend, outre des représentants de l'Etat et des administrations sociales et de santé des représentants des usagers du système de santé et des personnes qualifiées.

## Le dispositif d'indemnisation
Ce dispositif s’appuie sur trois acteurs distincts mais qui œuvrent pour un même objectif dans le cadre d’une même procédure : indemniser, de la façon la plus équitable possible, les victimes d’accident médical sur tout le territoire français.

### L'ONIAM
L’ONIAM prend en charge les frais d’expertise nécessaires à l’instruction des dossiers suivis par ces Commissions de conciliation et d’indemnisation (CCI). Il leur apporte un soutien administratif et technique en mettant à leur disposition les personnels nécessaires. Il s’appuie sur les avis émis par les Commissions de Conciliation et d’indemnisation (CCI).

### Les Commissions de Conciliation et d’Indemnisation (CCI)
Elles sont chargées de :
- permettre l’indemnisation des victimes d’accidents médicaux dont le degré de gravité est supérieur au seuil fixé par le décret du 4 avril 2003 ;
- favoriser la résolution des conflits entre usagers et les professionnels de santé par la conciliation, directement ou en désignant un médiateur.

Dans chaque région, une ou plusieurs de ces commissions sont chargées de faciliter le règlement amiable des litiges.

### La Commission Nationale des Accidents Médicaux (CNAMed)
Elle est chargée de prononcer l’inscription d’experts en accidents médicaux sur une liste nationale, d’établir des recommandations sur la conduite des expertises, de veiller à l’application homogène du dispositif et d’en évaluer le fonctionnement dans un rapport annuel.

### Dispositif d'indemnisation
Chaque type d’accident médical donnant droit à une indemnisation bénéficie d’une procédure spécifique.
Pour être indemnisées, les victimes peuvent saisir les Commissions directement sans passer par un avocat. Dans chaque région, une ou plusieurs commissions de conciliation et d’indemnisation sont chargées de faciliter le règlement amiable des litiges relatifs aux accidents médicaux, aux affections iatrogènes (effets secondaires liés à un traitement médical), et aux infections nosocomiales (infections contractées dans un établissement de santé).

## Enquête judiciaire sur la gestion de l'ONIAM
En 2018, selon le Canard Enchaîné, une enquête de gendarmerie serait en cours à la suite d'un rapport de la Cour des comptes. Vingt-cinq millions d'euros se seraient évaporés.